# Bulbophyllum kwangtungense
Bulbophyllum kwangtungense là một loài phong lan thuộc chi Bulbophyllum.